# シェイク・ザイード・スタジアム
ザイード・スポーツシティ・スタジアム（英: Zayed Sports City Stadium）はアラブ首長国連邦の首都アブダビにある多目的スタジアム。

## 概要
スタジアムはザーイド・スポーツ・シティ内にあり、1982年に建設。周辺にはテニススタジアム、アイスホッケー場、ボウリング場がある。2003年のFIFAワールドユース選手権、AFCアジアカップの1996年大会と2019年大会の決勝、ガルフカップなどが開催された。FIFAクラブW杯でも2009年大会と2010年大会で決勝会場として使用された。2013年開催のFIFA U-17ワールドカップでも使用された。また、スペシャルオリンピックス世界大会2019の開会式会場も使用される。